# 진봉초등학교
진봉초등학교는 대한민국 전북특별자치도 김제시 진봉면 상궐리에 있는 공립 초등학교이다.

## 학교 연혁
- 1923년 5월 15일 설립인가
- 1924년 4월 1일 진봉공립보통학교(4년제) 개교
- 1936년 4월 1일 6년제로 연장
- 1938년 4월 1일 진봉공립심상소학교로 개칭[1]
- 1941년 4월 1일 진봉공립국민학교로 개칭[2]
- 1949년 12월 31일 진봉국민학교로 개칭[3]
- 1981년 3월 10일 병설유치원 개원
- 1996년 3월 1일 진봉초등학교로 변경[4]
- 2005년 4월 6일 교실 증축 및 개축 건물 준공
- 2016년 3월 1일 제25대 김택식 교장 부임
- 2017년 2월 10일 제89회 졸업장 수여식(총 9,464명)
- 2017년 3월 1일 초등학교 4학급, 유치원 1학급 편성
- 2025년 3월 1일 심창초등학교 통폐합

## 참고 자료
- 진봉초등학교 - 한국교육학술정보원 학교알리미